# Fernando Hiraldo
Fernando Hiraldo Cano (Almería, 1947) es un biólogo español especializado en el estudio de grandes rapaces.
Fue director de la Estación Biológica de Doñana desde junio de 2000 hasta junio de 2012. Pertenece a la escala de Profesores de investigación del CSIC desde 1991. En el año 2009 advirtió que la construcción de un oleoducto cercano a Doñana en la costa de Huelva "aumentaría considerablemente el riesgo de impacto ambiental" y se opuso a éste.

## Premios
Ha recibido varios premios y distinciones como el Fran and Frederick Hamerstrom Award de la Raptor Research Foundation y la Medalla de Oro de Andalucía (2009).